# Маганьич, Йосип
Йосип Маганьич (хорв. Josip Maganjić; 6 января 1999 года, Синь, Хорватия) — хорватский футболист, играющий на позиции нападающего за клуб «Широки-Бриег».

## Клубная карьера
Йосип — воспитанник клуба «Юнак» из своего родного города Синь. В 2013 году им заинтересовался ведущий хорватский клуб — «Хайдук», в академию которого он впоследствии и перебрался. После достижения шестнадцатилетнего возраста, был призван в юношескую команду «Хайдука», где быстро стал основным игроком. Был признан одним из самых талантливых игроков Хорватии своего поколения.
В 2016 года стал привлекаться к тренировкам с основным составом. В конце сезона, когда «Хайдук» из-за разнообразных причин потерял 14 игроков состава, которые выбыли из-за травм и дисквалификации, Йосип стал готовиться к играм чемпионата. 14 мая 2016 года он дебютировал в хорватском чемпионате в поединке против «Загреба» он вышел в стартовом составе и был заменён на 65-й минуте.

## Карьера в сборной
Являлся основным игроком юношеских сборных Хорватии всех возрастов.